# Isla Lambom
La isla Lambom es una isla frente a la esquina suroeste de Nueva Irlanda, Papúa Nueva Guinea, frente a Lambom. Al otro lado de la península del Cabo San Jorge se encuentra la Bahía de Lanisso.